# Ingå
Ingå este o comună din Finlanda.